# 홍성현 (정치인)
홍성현(洪性鉉, 1959년 9월 24일~)은 대한민국의 정치인이다. 2006년 5월 31일 지선에서 첫 당선된 이후, 현재 제8·10·12대 충청남도의회 도의원(3선)을 지내고 있다.

## 학력
- 천안국민학교 (졸업)
- 계광중학교 (졸업)
- 천안상업고등학교 (졸업)
- 경북전문대학교 세무회계과 (학사)
- 호서대학교 경영대학원 (경영학 / 석사)

## 경력
- 천안정보고등학교 총동창회장
- 충청남도 학원연합회장
- 동부한국학원 어린이집 원장
- 2006.07 ~ 2010.06: 제8대 충청남도의회 의원
- 천안시 주민참여예산위원장
- 충청남도학원안전공제회 이사장
- 2014.07 ~ 2018.06: 제10대 충청남도의회 의원
- 천안시 특별보좌관
- 2022.07 ~ : 제12대 충청남도의회 의원
  - 2022.07 ~ 2024.06: 제12대 충청남도의회 전반기 부의장
  - 2022.07 ~ 2024.06: 제12대 충청남도의회 전반기 교육위원회 위원
  - 2024.07 ~ : 제12대 충청남도의회 후반기 의장
- 2024.09~: 제19대 전반기 대한민국시도의회의장협의회 사무총장

## 역대 선거 결과
|  | 45.25% |

|  | 33.29% |

|  | 49.6% |

|  | 43.39% |

|  | 63.46% |